# Schlumbergera ×buckleyi
Schlumbergera ×buckleyi – mieszaniec  powstały ze skrzyżowania Schlumbergera russelliana x Schlumbergera truncata. Jedna z najbardziej popularnych i starych odmian "kaktusa Bożego Narodzenia", zwana potocznie "zygokaktusem", "grudnikiem" lub "raczkiem". Odmiana pochodzenia angielskiego, wyhodowana przez Williama Buckleya w 1840 r.

## Morfologia
Pędy składają się z jasnozielonych, płaskich, czasami nawet owalnych członów ułożonych jak ogniwa łańcucha i rozgałęziających się widlasto. Mają zwykle od 2 do 5 cm długości i 1,5 do 2 cm szerokości. Ich brzegi są karbowane. Kwiaty o budowie zygomorficznej, składają się z podwójnego okółka odgiętych do tyłu płatków i pojawiają się późną jesienią lub wczesną zimą. Okwiat różowo-czerwony, osiąga do 7,5 cm długości. Kwiaty wyrastają z areoli na czubkach wierzchołkowych członów.

## Uprawa
Roślina wymaga stanowiska półcienistego oraz lekko kwaśnej gleby. Temperatura minimalna wynosi 13 °C.